# 湯利 (阿拉巴馬州)
湯利（英語：Townley）是位於美國阿拉巴馬州沃克縣的一個非建制地區。該地的面積和人口皆未知。

## 地理
湯利的座標為33°49′45″N 87°25′54″W / 33.82917°N 87.43167°W，而該地的平均海拔高度為103米（即338英尺）。